# Higashiōsaka (Osaka)
La ciudad de Higashiōsaka (東大阪市 Higashiōsaka-shi?) es una ciudad localizada en la prefectura de Osaka, Japón. Tal como su nombre indica es una ciudad vecina al este de Osaka (Higashi = Este). Tiene un área de 61,81 km² y una población de 510.209 habitantes (2006).
La ciudad fue fundada el 1 de febrero de 1967.

## Ciudades hermanadas
- Berlín-Mitte, Alemania (1959)
- Glendale, California, EE. UU. (1960)